# Филомел (бронепалубен крайцер)
Филомел (на английски: HMS Philomel) e бронепалубен крайцер от 3-ти ранг на Британския Кралски флот от типа „Пърл“. През 1914 г. е изведен от състава на Кралски флот и предаден на току-що сформираните ВМС на Нова Зеландия, ставайки по този начин първият новозеландски боен кораб.

## История на службата

### Англо-занзибарска война
На 27 август 1896 г. „Филомел“ взема участие в Англо-занзибарската война, най-кратката война в историята, която продължава 38 минути.

### В новозеландския флот
През 1913 г. британското Адмиралтейство се съгласява да предаде „Филомел“ на Нова Зеландия, като мореходен учебен кораб, който следва да стане „ядро“ на създаваноте новозеландски военноморски сили. На 15 юли 1914 г. „Филомел“ влиза в състава на ВМС на Нова Зеландия, ставайки първия новозеландски боен кораб.

## Първа световна война
С началото на Първата световна война влиза в състава на бойната охрана на новозеландските експедиционни сили, изпратени за превземането на Германска Самоа. При изпълнението на задачата си „Филомел“ съпровожда конвой до бреговете на Западна Австралия, след което се отправя към Близкия изток.
През 1915 г. „Филомел“ действа в Средиземно море. На 8 февруари крайцера сваля въоръжен отряд на брега на южна Турция, но среща силна съпротива от турците. По време на боя трима моряци са убити, още трима – ранени. След това кораба служи в Червено море и в Персийския залив. По време на тези операции кораба действа под новозеландски флаг и се намира под пълното разпореждане на новозеландското правителство.

## Плавбаза и учебен кораб
През 1917 г. „Филомел“ се връща в Нова Зеландия. Крайцерът, към този момент служи вече 28 години, е най-старият кораб на ВМС на Нова Зеландия и се нуждае от ремонт. Командирът на кораба, Пърсивал Хол-Томпсън, счита ремонта на крайцера за икономически неизгоден и нецелесъобразен. През април 1917 г. остарелия крайцер е преоборудван в плаваща база. Свалените от него оръдия са поставени на търговски съдове. До май 1919 г. плавбазата подсигурява работата на тралчиците.
Март 1921 г. кораба е прекласифициран в учебен кораб и поставен на стоянка в Окланд.
През 1947 година корабът е изключен от флота, след което от него е свалено всичко ценно. През 1949 г. корпусът на кораба е отбуксиран към полуостров Коромандел и потопен.